# (16146) 1999 XW170
A (16146) 1999 XW170 a Naprendszer kisbolygóövében található aszteroida. A LINEAR projekt keretében fedezték fel 1999. december 10-én.